# 真宗大谷派広島別院明信院
真宗大谷派広島別院明信院（しんしゅうおおたにはひろしまべついんみょうしんいん）は広島市中区にある浄土真宗の寺院である。

## 概要
広島別院明信院は真宗本廟（東本願寺）を本山とする真宗大谷派の別院である。広島など中国地方は本願寺派（西本願寺）の寺院や門徒が多いなか、中国地方唯一の大谷派の別院である。

## 歴史
別院ホームページによる。
石山合戦で和睦後も最後まで籠城していた教如は、織田信長の圧倒的武力に耐えきれず1580年に大坂を退去し、約2年間全国各地を転々としたが、一時期毛利氏を頼って広島にも留したという。『大谷嫡流実記』には「毛利家をたのみ、中国に住し所々御経回あり」とあるし、『東本願寺家譜』には「明年（1581年）、安芸に赴き、円澄寺に住す」と見られる。この時滞在したのが、初め一心寺（一信寺）、後に円証寺と改められた寺で、同寺が広島別院の母体となった。
寺伝によれば、この時教如は近江堅田慈敬寺の証智・教智父子を伴っていたが、帰京に際して教智にこの寺を託したという。教智は院号を「明信院」といったことから、広島別院は現在も明信院と号している。
1647年に本堂が再建されたが、同年教智が没し、教智に後継者がなかったため、翌1648年、本山の掛所となった。この時、常念寺・万休寺・因伝寺の三カ寺が役僧列座に申し付けられ、一年替わりに輪番を勤めることになった。この教智の墓は別院の旧地である大手町にいまも残っている。
以後、本願寺派が優勢な中国地方唯一の御坊として、安芸・備後の大谷派寺院を統括する重要な役割を負った。
1741年にも本堂が再建されているが、その規模は梁行七間半、桁行九間半の堂々たる御堂であった。また、安芸・備後はもとより、近隣の石見・周防などから参詣する門徒の数も年ごとに増えていき、1822年には境内が狭小になったため拡張するなど、江戸時代を通じて繁栄した。
戦前までは、広島城正面の大手町六丁目にあったが、1945年8月6日の原爆投下によって全壊焼失し、しばらくの間再建は成らなかった。
1951年に現在地である宝町に寺地を得て再建されることとなる。当時再建された本堂・庫裏は木造平屋建てで、近代建築が建ち並ぶ広島市内では珍しい存在であり、広島県下の寺院の集会や研修会などに利用されてきた。
境内の石灯籠は、由緒来歴は定かでないものの、被爆の跡がくっきりと残されている。
2014年に現在の2階建ての本堂が新築される。

## 境内
- 本堂 - 2014年建立